# نبيل نور الدين

## حياته
نبيل نور الدين
اسمه بالكامل نبيل شفيق نور الدين، هو ابن الممثل الشهير «شفيق نور الدين»، اتجه إلى السينما، وعمل في البداية في أدوار البطولة مثل دوره في «أريد حبا وحنانا»، و«الصعود إلى الهاوية»، و«زيارة سرية»، ثم اتجه إلى المسرح، وعمل بالتلفزيون واختفى لفترة ليعود مرة أخرى في العديد من الأعمال.
- تاريخ الميلاد: 01 يناير 1951

## أعمال

### أفلام
| - ظاظا 2006: وزير دفاع ألماني - قسمة ونصيب 1990 - أبنتي والذئاب 1986: جلال - ناس هايصة وناس لايصة 1986 - سترك يارب 1985: جلال | - أهل القمة 1981 - زيارة سرية 1981 - الصعود إلى الهاوية 1978رجل المخابرات المصرية - وثالثهم الشيطان 1978: ياسر - البؤساء 1978 | - أريد حبا و حنانا 1978: حسين أخو فريد - الجنة تحت قدميها 1978 - لمن تشرق الشمس 1976: ممدوح - الرجل الذي قال لا |

### مسلسلات
| - ضل راجل 2021 - إسود فاتح 2020 - ألف سلامة 2013 - أهل الهوى 2013 - طيري يا طيارة 2012 - لحظات حرجة 2012: أ. مجدي - حارة خمس نجوم 2012 - هرم الست رئيسة 2012 - كاريوكا 2012 - الخفافيش 2012 - سمارة 2011 - عابد كرمان 2011: عادل - روبير - اللورد آرثر - الزناتي مجاهد 2011: ضيف شرف - مشرفة رجل لهذا الزمان 2011: الملك فؤاد - السائرون نياما 2010 - نعم مازلت آنسة 2010 - اللص والكتاب 2010: فريد الجندي | - لو كنت ناسي 2009 - جنة ونار 2009 - صبيان وبنات 2009 - خاص جدا 2009: حازم - الأشرار 2009 - الدنيا لونها بمبي 2009 - قصة الامس 2008: السفير رأفت - الملك فاروق 2007: شريف باشا صبري خال الملك - الإمام الشافعى 2007 - كشكول لكل مواطن 2006: محمود - قلب الدنيا 2006 - الحب بعد المداولة 2006 - أولاد الشوارع 2006 - فلاح في بلاط صاحبة الجلالة 2006 - الحب موتا 2005 | - قناديل البحر 2005 - الظاهر بيبرس 2005 - الطارق 2004: ارتيباس - أصحاب المقام الرفيع 2004 - الليل وآخره 2003 - نجمة الجماهير 2003 - شاطيء الخريف 2003 - العصيان ج1، ج2 2002: بهجت - رجل على الحافة 2002 - الخبيئة 2002 - الأنسة كاف 1993 - رأفت الهجان 1991: دكتور خالد - الطاووس 1991: حسين خطيب ماجي - الصمت 1989 - عائلة الأستاذ شلش 1985 | - الشيطان والحب 1984 - إمرأة مختلفة 1984 - زهور وأشواك 1983 - عمرو بن العاص 1983يحيى - رحلة الشقاء والحب فيلم 1982 - سر الغريبة 1982 - الثأر قبل الحب احيانا 1981 - الفتوحات الإسلامية 1981 - الشبيهان 1980 - الخبايا 1980 - مفتش المباحث 1979: د.شريف - فرسان الله 1900 - ابن ماجة .. القزويني 1900 - الامام البخاري مسلسل - عباد الرحمن مسلسل |

- رسايل

### أخرى
- البحث عن شقة الزوجية: سهرة تلفزيونية 2002
- الأسوار البيضاء: سهرة تلفزيونية
- الاخوين: سهرة تلفزيونية
- حب وتخشيبة: سهرة تلفزيونية
- فارس الأحلام: سهرة تلفزيونية